# مزرعه احمدمحمدی
مزرعه احمدمحمدی یک آبادی در ایران است که در دهستان باغلی ماراما واقع شده‌است. مزرعه احمدمحمدی ۶۶۲ نفر جمعیت دارد.